# Munford (Alabama)
Munford es un pueblo ubicado en el condado de Talladega en el estado estadounidense de Alabama. En el año 2000 tenía una población de 2446 habitantes y una densidad poblacional de 85,5 personas por km².

## Demografía
En el 2000 la renta per cápita promedia del hogar era de $35,109, y el ingreso promedio para una familia era de $39,205. El ingreso per cápita para la localidad era de $15,346. Los hombres tenían un ingreso per cápita de $26,098 contra $23,000 para las mujeres.

## Geografía
Munford se encuentra ubicado en las coordenadas 33°32′1″N 85°57′15″O / 33.53361, -85.95417. Según la Oficina del Censo, la localidad tiene un área total de 28,6 km² (11,0 mi²), de la cual 28,6 km² (11,0 mi²) es tierra y 0 km² (0 mi²) (0.0%) es agua.